# Symmorphus canlaonicus
Symmorphus canlaonicus är en stekelart som beskrevs av Meg S. Cumming 1989. Symmorphus canlaonicus ingår i släktet vedgetingar, och familjen Eumenidae. Inga underarter finns listade i Catalogue of Life.